# Peinture à la bouche
 (mai 2019).
Si vous disposez d'ouvrages ou d'articles de référence ou si vous connaissez des sites web de qualité traitant du thème abordé ici, merci de compléter l'article en donnant les références utiles à sa vérifiabilité et en les liant à la section « Notes et références ».

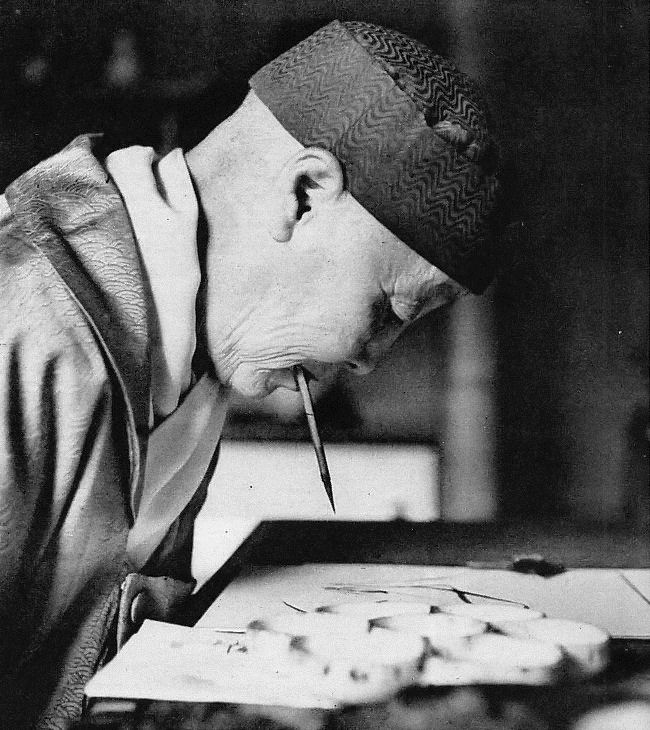

La peinture à la bouche est la réalisation d'une peinture artistique en tenant le pinceau par la bouche.

## Circonstances
La peinture à la bouche est ou a été produite dans deux circonstances :
- par des personnes n'ayant pas ou plus l'usage de leurs bras. En France, plusieurs de ces peintres se sont regroupés dans l'Association des artistes peignant de la bouche et du pied.
- par le collectif d'artistes conceptuels anglo-saxons Art & Language qui y voyaient comme un défi pour subvertir les notions de compétence associée aux peintures expressionnistes. Ils réalisèrent ainsi deux séries de tableaux : 
  - Peintures à la bouche (en anglais Painting by mouth), 1981, 3 tableaux représentant des femmes nues.
  - Ateliers des artistes, 1982.

## Artistes peignant de la bouche
- Sarah Biffin
- Jacques Coulais
- Arnulf Erich Stegmann